# Весела Пасха
«Весела Пасха» (фр. «Joyeuses Pâques») — французький комедійний кінофільм 1984 року, знятий Жоржем Лотнером, з Жаном-Полем Бельмондо у головній ролі.

## Сюжет
Процвітаючий промисловий магнат Стефан Маржелль (Жан-Поль Бельмондо) живе на Рив'єрі з красунею дружиною Софі (Марі Лафоре). І як більшість багатих чоловіків, він має слабкість до жіночої статі. Одного разу посадивши дружину на літак, Стефан на летовищі знайомиться з симпатичною вісімнадцятирічною Жюлі (Софі Марсо). Далі все розвивається за стандартною схемою — ресторан, нічний клуб, і у підсумку він привозить її до себе додому. Все йшло за планом, поки несподівано не повернулася дружина. І Стефану не залишається нічого іншого, як видавати Жюлі за свою таємну дочку. А потім приїжджає мати Жюлі.

## У ролях
- Жан-Поль Бельмондо — Стефан Маржель
- Софі Марсо — Жюлі
- Марі Лафоре — Софі Маржель
- Розі Варт — Марлен Шатане
- Мішель Бон — Руссо
- Марі-Крістін Декуар — другорядна роль
- Мелль Флюрі — другорядна роль
- Жерар Ернандес — другорядна роль
- Марк Ламоль — другорядна роль
- Моріс Озель — другорядна роль
- Шарлі Бертоні — другорядна роль
- Крістіан Б'янкі — другорядна роль
- Анрі Коган — другорядна роль
- Мюріель Дюбрюль — другорядна роль
- Шарлі Кубессер'ян — другорядна роль
- Філіпп Маріель — другорядна роль
- Лоран Натрелла — другорядна роль
- Жан Панісс — другорядна роль
- Патрік Рокка — другорядна роль
- Флора Алберті — другорядна роль
- Жерар Кемп — другорядна роль
- Майтена Галлі — другорядна роль
- Жерар Ліадуз — другорядна роль
- Жан-П'єр Лоррен — другорядна роль
- Генрієтта Пайпер — другорядна роль
- П'єр Россо — другорядна роль
- Огюст Данієль — другорядна роль
- Румі Жюльєн — другорядна роль
- Карлос Сотто Майор — другорядна роль

## Знімальна група
- Режисер — Жорж Лотнер
- Сценарист — Жорж Лотнер, Жан Пуаре
- Оператор — Едмон Сешан
- Композитор — Філіпп Сард
- Художник — Домінік Андре
- Продюсери — Ален Бельмондо, Ален Сард